# Coordenadas canónicas
En matemática y mecánica clásica, las coordenadas canónicas son conjuntos de coordenadas en el espacio de fase que se pueden usar para describir un sistema físico en cualquier momento dado. Se utilizan en la formulación hamiltoniana de la mecánica clásica. Un concepto estrechamente relacionado también aparece en la mecánica cuántica (véase el teorema de Stone-von Neumann y las relaciones de conmutación canónicas para más detalles).
Como la mecánica hamiltoniana se generaliza por la geometría simpléctica y las transformaciones canónicas se generalizan por las transformaciones de contacto, la definición de coordenadas canónicas en la mecánica clásica del siglo XIX puede generalizarse a una definición más abstracta de coordenadas del siglo XX en el fibrado cotangente de una variedad (la noción matemática de espacio de fases).

## Definición en mecánica clásica
En mecánica clásica, las coordenadas canónicas son un sistema de referencia {\displaystyle q_{i}} y {\displaystyle p_{i}} en el espacio de fase que se utilizan en el formalismo hamiltoniano. Las coordenadas canónicas satisfacen las relaciones fundamentales del corchete de Poisson:
{\displaystyle \{q_{i},q_{j}\}=0\qquad \{p_{i},p_{j}\}=0\qquad \{q_{i},p_{j}\}=\delta _{ij}}
Un ejemplo típico de coordenadas canónicas para {\displaystyle q_{i}} son las coordenadas cartesianas habituales, y {\displaystyle p_{i}} son las componentes del momento. Por lo tanto, en general, las coordenadas {\displaystyle p_{i}} se denominan momentos conjugados.
Las coordenadas canónicas se pueden obtener a partir de las coordenadas generalizadas del formalismo lagrangiano mediante una transformación de Legendre, o de otro conjunto de coordenadas canónicas mediante una transformación canónica.

## Definición en fibrados cotangentes
Las coordenadas canónicas se definen como un conjunto especial de coordenadas en el fibrado cotangente de una variedad. Por lo general, se escriben como un conjunto de {\displaystyle (q^{i},p_{j})} o {\displaystyle (x^{i},p_{j})} con las x o las q que denotan las coordenadas en la variedad subyacente y las p que indican el momento conjugado, que son 1-formas en el fibrado cotangente en el punto q de la variedad.
Una definición común de coordenadas canónicas es cualquier conjunto de coordenadas en el fibrado cotangente que permite que la forma canónica se escriba de la manera siguiente:
{\displaystyle \sum _{i}p_{i}\,\mathrm {d} q^{i}}
hasta un diferencial total. Un cambio de coordenadas que conserva esta forma es una transformación canónica; se trata de un caso especial de un simplectomorfismo, que es esencialmente un cambio de coordenadas en una variedad simpléctica.
En la siguiente exposición se supone que las variedades son múltiples reales, de modo que los vectores cotangentes que actúan sobre vectores tangentes producen números reales.

## Desarrollo formal
Dado un múltiple Q, un campo vectorial X en Q (una sección del fibrado tangente TQ) puede considerarse como una función que actúa sobre el fibrado cotangente, por la dualidad entre los espacios tangente y cotangente. Es decir, se define una función
{\displaystyle P_{X}:T^{*}Q\to \mathbb {R} }
tal que
{\displaystyle P_{X}(q,p)=p(X_{q})}
se cumple para todos los vectores cotangentes p en {\displaystyle T_{q}^{*}Q} . Aquí, {\displaystyle X_{q}} es un vector en {\displaystyle T_{q}Q}, el espacio tangente al múltiple Q en el punto q. La función {\displaystyle P_{X}} se llama la función de impulso correspondiente a X.
En coordenadas locales, el campo vectorial X en el punto q puede escribirse como
{\displaystyle X_{q}=\sum _{i}X^{i}(q){\frac {\partial }{\partial q^{i}}}}
donde {\displaystyle \partial /\partial q^{i}} son las coordenadas en TQ. El momento conjugado tiene entonces la expresión
{\displaystyle P_{X}(q,p)=\sum _{i}X^{i}(q)\;p_{i}}
donde el {\displaystyle p_{i}} se definen como las funciones de impulso correspondientes a los vectores {\displaystyle \partial /\partial q^{i}}:
{\displaystyle p_{i}=P_{\partial /\partial q^{i}}}
los {\displaystyle q^{i}} junto con los {\displaystyle p_{j}} forman un sistema de coordenadas en el fibrado cotangente {\displaystyle T^{*}Q}. Estas coordenadas se denominan coordenadas canónicas.

## Coordenadas generalizadas
En la mecánica lagrangiana, se usa un conjunto diferente de coordenadas, llamadas coordenadas generalizadas, que se denotan comúnmente como {\displaystyle (q_{i},{\dot {q}}_{i})} con {\displaystyle q_{i}} denominada la posición generalizada y {\displaystyle {\dot {q}}_{i}} La velocidad generalizada. Cuando se define un Hamiltoniano en el fibrado cotangente, las coordenadas generalizadas se relacionan con las coordenadas canónicas por medio de las ecuaciones de Hamilton-Jacobi.